# 那須高原りんどう湖ファミリー牧場
那須高原りんどう湖ファミリー牧場（なすこうげんりんどうこファミリーぼくじょう、Nasukougen Rindouko family bokujo）は、栃木県那須郡那須町にある観光牧場と遊園地の要素を合わせ持ったテーマパークである。

## 概要

### プロジェクトの概要
那須高原の魅力は那須五峰（茶臼岳、朝日岳、三本槍岳、南月山、黒尾谷岳）の雄大な景色と春のつつじ、爽涼の夏と澄んだ空気、秋の紅葉と点在する温泉と多彩である。そんな中、1960年代に入ると那須高原は首都圏に近いこともあり、一体は別荘地の造成、分譲が盛んに行われるようになっていった。
その頃、那須町高久地区で、御用邸の隣接地から流れ出る低温の湧き水を塞き止めて温水溜池を作り、灌漑用に使うという工事が完成しようとしていた。農業改善事業の一環として作られるものであったが、その溜池の湖面使用を江戸川用水土地改良区が認めることとなり開発がスタートする。
那須は雄大な展望を誇る観光地であったが、日光や箱根のような水の風景がなかった。小さいながらも那須においても水の風景があれば、観光客の目を楽しませるに違いないと考えた日本ビューホテル株式会社の創業者である箭内源典氏は、湖だけでなく那須高原らしい風景として「牧場」を併設することとした。1965年6月に開園。
「りんどう湖」の名称は、当時の栃木県副知事と観光課長が命名したとされ、「ファミリー牧場」の名称は当時日本ビューホテル創業者の箭内源典による命名である。
※出典 
施設を運営する那須興業株式会社を設立した「日本ビューホテル」は那須町が創業地であり、2014年4月にはホテルブランド力の活用と開園50周年を記念して「那須りんどう湖ファミリー牧場」から「那須りんどう湖 LAKE VIEW（レイクビュー）」に改称した。
しかし、日本ビューホテルが2019年9月1日にヒューリックの傘下に入り、経営資源を主力のホテル事業へ集中させることとなったため「那須りんどう湖 LAKE VIEW」の譲渡先を模索。2016年に三菱地所レジデンスより「藤和那須リゾート」を買収した「日本駐車場開発」との思惑が一致し、ホテル事業（那須高原ホテルビューパレス）を「日本ビューホテル事業」へ分割･吸収させた上で 2020年5月、那須興業の全株式を日本駐車場開発の100％子会社「日本テーマパーク開発」に譲渡し、同年8月に「那須高原りんどう湖ファミリー牧場」に改称した。

## 沿革
- 1964年11月 - 那須興業株式会社 設立
- 1965年6月 -『りんどう湖ファミリー牧場』営業開始、りんどう丸（屋形舟）、湖畔亭食堂、釣り掘、ボートオープン
- 1965年10月 - 牧場開設
- 1968年5月 - 野外ステージ開設
- 1970年 - るるく陶芸教室オープン、クマ牧場誕生
- 1971年10月 - 全日本かかしコンクール開催（～2010年終了）
- 1973年7月 - レストラン「レイクビュー」オープン
- 1981年4月 - レストラン「バンブースティック」オープン、ミルクプラント、牧場、ゲート、野外ステージ新設、マスコットキャラクター誕生（まきばくん、みどりちゃん）
- 1982年4月 - りんどう湖ギャラリーオープン（現在の時計台1階に19世紀ヨーロッパ絵画の巨匠ミレー、コロー、クールベなどバルビゾン派の作品が展示された。
- 1983年 - スイス音楽使節団招聘（～2010年終了）
- 1984年 - バター製造開始
- 1985年 - ナチュラルチーズ製造開始
- 1986年6月 - フラワー階段竣工（映画「ローマの休日」のスペイン階段をモデルに幅50cmの御影石で作られた）。レストラン「レイクビュー」に時計台を新設。スイス風レストラン「ラ・スイス」オープン。
- 1987年 - アプト式スイス鉄道（フォンロール式）一部開通、BMXコース、ゴーカート、農業資料館オープン。
- 1988年 - アプト式スイス鉄道全線開通、ウルトラバギー林間コースオープン
- 1991年3月 - 「レイクビュー売店」新装オープン。「りんどう湖ギャラリー」移設。
- 1993年8月 - 第1回花火大会開催（現在も継続中）
- 1998年 - 「日本全国ふるさと総・世紀末計画」の一環として栃木県代表に当施設が選ばれ、聖飢魔IIがノーギャラでCMキャラクターを務めた（後述）。
- 2000年10月 - 和太鼓フェスティバル開催（2018年終了）
- 2006年10月 - どでかぼちゃ祭り開催（巨大な実をつけるかぼちゃ「アトランティックジャイアント」を展示する。大きさを競うコンテストやハロウィンにはジャック・オ・ランタン作りもできる。）
- 2008年12月 - いちご園オープン
- 2010年7月 - ジップライン「KAKKU」（カックー）オープン
- 2014年4月 - 設立50周年を記念し施設名を「りんどう湖ファミリー牧場」から『那須りんどう湖レイクビュー』に改名
- 2015年7月 - りんどう湖レイクビュー公認アイドル「Prism Bell」（プリズムベル）デビュー（2019年7月に全員卒業、休止中）
- 2016年7月 - 「那須の恵みMekke!」ブッフェ＆マルシェがオープン。
- 2018年4月 - ピンキーダック誕生（高さ20mの巨大なアヒル）、エアホイール（Airwheel）、ファミリー自転車（6人乗り、大人4名、幼児2名用）、忍者体験の出来るアスレチック「忍者の里」、スポーツチャレンジ（フリースローバスケ、キックターゲット、ロングパットゴルフ）、VRドリームマッチベースボール（VRで165キロの剛速球にチャレンジ）と新コンテンツを続々追加した。
- 2018年10月 - VRドリームマッチベースボール終了
- 2018年11月 - ふわふわランドオープン（ふわふわ遊具4台を設置した全天候型遊戯施設）
- 2019年3月 - アスレチック「忍者の里」に新アトラクション「蟻地獄脱出」が誕生
- 2019年4月 - ピンキーダックのこども「リボン・P・ウッカ」が入園ゲート前に誕生。ソフトクリームドライブスルーがオープン。（ドライブスルーは2020年3月で終了）
- 2019年7月 - 「わんニャン館」オープン（2020年3月まで営業）
- 2019年9月 - 「Festa Luce in 那須りんどう湖レイクビュー」を開催（3年間開催予定）、アプト式スイス鉄道廃止。
- 2020年5月 - 施設運営会社「那須興業株式会社」の親会社が「日本テーマパーク開発株式会社（日本駐車場開発の100％子会社、2016年に那須ハイランドパーク運営会社の藤和那須リゾートを取得）」となる。[4][5]
- 2020年6月20日 - 年内に施設名を『那須高原りんどう湖ファミリー牧場』に変更することを発表[6]
- 2020年8月1日 - 施設名を『那須高原りんどう湖ファミリー牧場』に再改称し、従来は競合していた「那須ハイランドパーク」との入園割引を開始

## 施設情報
りんどう湖（人造湖）に隣接しており、ボート乗りや遊覧船のほか、ゴーカートやメリーゴーランドなどの遊具、ロードトレインや転車台、ラック式勾配区間を備えたミニ鉄道などの乗り物、動物ふれあい広場などがある。夏には花火が打ち上げられる。

### アトラクション
- 冒険迷路「TO・RI・DE」（2021年3月20日開業）

木造の巨大立体迷路。としまえんにあった「トリックメイズ」の移設。
- らんらんしゃ（2021年7月17日開業）

みさき公園にあった観覧車の移設。
- ジップライン～KAKKU～

りんどう湖上をワイヤーで滑空するジップライン。片道220mは日本最長クラス、湖上滑空は世界初。
- GoGoゴーカート

1人乗り用・2人乗り用の2種類がある。
- ファミリー自転車

大人4名、幼児2名が乗車可能。大人席のみペダルがある。
- フロッグホッパー

蛙をモチーフとした遊具。大人2人、子供4人が乗れる。
- メリーゴーランド

座席は馬を中心に、ネコ・ダチョウ・シマウマなどがある。
- ペダルボート

スワン型、テントウムシ型、ヘリコプター型、カブトムシ型ペガサス型の足こぎボート。
- アーチェリー

1回10射
- パターゴルフ

9ホール・18ホールがある。
- まきばボンバー

バズーカ砲。空気圧で球を押し出して的に当てる。
- 遊覧船

正面ゲート・ホルンの森間を往復運航している。
- 機関車トーマス

きかんしゃトーマスとなかまたちのミニSL遊具。
- スイスゲートトレイン（2020年7月～）

入園ゲートとメリーゴーランド近くを往復している。
- レッツ！ブロックカート（2020年5月～）

日本初導入。カートにブロックを付けカスタマイズしてから走行して楽しめる。
- がんばれ！！消防車（2020年5月～）
- ぐるり森大冒険 カード迷宮（2020年7月～）
- キッズドライビングスクール（2020年7月～）
- ダイナソーライド（2020年7月～）
- ダイナソーアドベンチャーウォークラリー（2020年7月～）
- ダイナソーアドベンチャーツアー（2020年7月～）
- MEGAちゃぷーん、ちゃぷーんサテライト（2020年7月、8月）

終了したアトラクション
- VRドリームマッチ（2018年10月31日終了）
- スポーツチャレンジ

フリースローバスケ、キックターゲット、ロングパットゴルフの3種類があった。
- スイス鉄道

ラックとピニオンギアを使用した本格的なラック式鉄道。軌間762ミリ、距離約700メートル、湖畔駅からホルンの森駅を経由し牧場駅で転車台でUターンをする路線。2019年のラストランをもって運行終了、車両は展示されている。
- ふわふわランド

4種類のふわふわ遊具がある、全天候型の遊戯施設である。
- バンジートランポリン（土日祝日、ゴールデンウィーク、夏休みのみ）
- キッズジャンボスライダー

オープンタイプのエア遊具。ちびっこ広場にある。
- 迷路

迷路内にスタンプがあり、スタンプを探しながらゴールを目指す。ちびっこ広場にある。
- 忍者の里

2018年4月より「目指せ！征服王」から変更。巨大ジャングルジム、イカダ渡り、一本橋、ボルダリングなどで忍者修行を楽しむアスレチック。2019年3月にリニューアルした。
- ジュニアサーキット

子どもを対象としたレール式の乗物。
- エアホイール

航空機の姿勢制御理論を採用した電動二輪車。
- ウルトラバギー（1人乗りのみ）
- ロードトレイン

園内を周遊する乗物。座席はレインボーカラーになっている。導入当時はチューチュートレインという名称だった。

### 牧場
飼育中の動物はジャージー牛、アルパカ、ウマ、ヤギ、ヒツジ、カピバラ、イヌ、ウサギ、モルモット、アヒル、ハクチョウ、コイである。
5頭のアルパカは株式会社山古志アルパカ村ゆかりである。2018年8月16日朝日新聞の夕刊に旧・山古志村（現・長岡市）のアルパカとのつながりの記事が掲載された。2020年3月31日に園内でアルパカのメスの赤ちゃんが初めて誕生した。
- ふれあい動物コーナー（モルモットやウサギを抱くことができる。）
- 餌あげ体験（アルパカ、ウマ、ヤギ、ヒツジ、ウシにエサを与える体験ができる。動物によってエサの種類が異なる。）
- ミルクあげ体験（哺乳器を使用してジャージー牛の子牛にミルクを与える体験ができる。）
- ジャージー牛の乳搾り体験（手作業の搾乳を体験できる。）
- ちびっこ牧場
- 乗馬（乗馬体験）＆ちびっこ乗馬（引き馬での乗馬体験ができる。3才～7才を対象としたちびっこ乗馬はポニーである。）
- おさんぽメ～めー（ヒツジやヤギと散歩ができる。時期により選べる種類が異なる。）
- おさんぽわんわん（犬と散歩ができる。）※現在は実施していません。
- ぱかぱかさんぽ （アルパカと散歩ができる。）
- アニマルパレード（毎日14時30分から開催。園内約1キロを牧場の動物がパレードするイベント。ラストにはアヒルのパレードが行われる。）※現在休止中
- 動物たちのGO！GO！ラッシュ！（牧場の動物達が牧舎に走って帰る姿が見られるイベント。）

### 手作り体験
- スノードーム作り - お気に入りの台座やパーツを組み合わせて、キラキラのスノードームを作る。製作後はお土産にすることができる。
- キャンドル作り - 砂やパーツを組みあわせてオリジナルのキャンドル作りが楽しめる。
- オルゴール作り - お気に入りの台座やパーツを組み合わせて、オリジナルのオルゴールを作る事が出来る。
- 陶器の絵付け - お皿やマグカップに、自分の好きな絵を描いてオリジナル陶器をつくることが出来る。
- レザークラフト - 好みの形のレザー（革）を選び、木槌を使って文字を刻印する。名前や好きな言葉を入れてオリジナルのキーホルダーを作ることが出来る。
- 切り文字ホルダー - 好みのプレートとパーツを選んで、プレートにパーツを貼り色を付けてキーホルダーを作ることが出来る。
- 切文字ドアプレート
- 立体ぬりえ - 白い陶器の動物などに塗り絵をすることができる。

### レストラン
- レストランカンティーヌ

終了したレストラン
- りんどう丸 （湖に創業当時作られた。現在は取り壊されている。）
- 湖畔亭 （六角形の屋根。和食とバーベキューを提供していたレストラン。現在は取り壊されている。）
- レストランバンブースティック （湖畔に建てられたレストラン。レストランフローラ→湖畔のフードガーデンとなり、2020年7月23日からアトラクション「ぐるり森大冒険」として生まれ変わっている。）
- レストランウッドペッカー （牧場ゾーンに建てられたステーキレストラン。2019年牧場施設「わんにゃん館」となるも、現在は営業していない。）
- 那須の恵みMekke！ - (りんどう湖畔に佇むレストラン)“那須の恵みメッケ”ランチタイムは、家族全員で楽しめるビュッフェレストランで、栃木県の新鮮な食材をふんだんに使った地産地消のビュッフェメニューを提供。ディナータイムは、薪グリルでじっくり焼くステーキと食べ放題メニューが楽しめるステーキハウス。（ブッフェレストランは営業見合わせ中。現在はMekeCaféとして営業している）

※（Mekkeは「那須りんどう湖レイクビュー」に併設。テーマパークの入園料金はかからず利用可能で駐車場も無料で利用可能。施設の外観・内観は船がモチーフ。富士の溶岩石を使用した武蔵窯、薪窯などがある。）
- 時計台2階・3階 - 時計台2階は和・洋・中のレストラン。カレーライス、ラーメン、ハンバーグ、お子様ランチなどが食べられる。3階はバーベキューレストラン。バーベキューはりんどう湖の名物となっている。
- レストランラ・スイス　スイス風の建物をした地下4階建ての建物。主に団体用のバーベキューレストランとして使用されている。
- 学生レストラン - （※過去、期間限定コラボレーションイベント）※レストラン　ラ・スイスにて2018年8月3日～19日までの期間限定で国際テクニカル調理製菓専門学校とのコラボがあった。“那須高原産の食材”や那須りんどう湖レイクビューで飼育したジャージー牛から搾った自家製ジャージー牛乳を使用したオリジナルメニューを提供した。デザートには、国際テクニカル調理製菓専門学校オリジナルのTBCプリンも登場した。

### テイクアウト
- みどりちゃんのジャージーミルク館 （湖畔のフードガーデン隣に建っている。りんどう湖のマスコットキャラクター「みどりちゃん」とジャージー牛、ミルク缶の像がある。チーズフォンデュドッグは3種類のチーズを白ワインでブレンドしたフォンデュソースを使用したホットドッグである。）
- カフェヨーデル（時計台付近に建っている。クレープやシュークリームなどが食べられる）
- 那須の恵みMekke！カフェ

### 売店
- 那須の恵みMekke！マルシェ

### フォトスポット
りんどう湖レイクビュー園内にて「RindowRainbow（りんどうレインボー）」をテーマにデザイナー/女子大生アーティストの辻愛沙子が手掛けたアートスポット。
フォトスポット一覧
- ウェルカムゲート（アーケードや柱が虹色のアートスポット）
- ジャンボベンチ（巨大な虹色のベンチ）
- メインウォールアート（レインボーや吹き出しに合わせて写真が撮れるウォールアート。）
- だれでも羽ウォールアート（妖精、天使、ドラゴン、蜂の羽が生えたような写真が撮れるウォールアート。）
- クラウディクリームマン（りんどう湖レイクビューのソフトクリーム「クラウディクリーム」の絵と一緒に写真が撮れる。）
- ベビーカーウォールアート（宇宙飛行士やお姫様など、子供の夢をイメージしたベビーカーの絵が描かれたウォールアート。）
- レインボーロード（虹色の横断歩道）
- 虹の橋（水のファンタジー内にある虹色の橋）

### 湖水神社
りんどう湖(園内)のアトラクション「メリーゴーラウンド」と「水のファンタジー」の南西側に位置する、隠れたお参りスポット。新年に初詣のイベントが開催されている。

## マスコットキャラクター

### 主要キャラクター
- まきばくん（ジャージー牛、7歳）

好きな食べ物は、人参と牛乳。性格はわんぱくでやんちゃな男の子。たまにドジをするけれど女の子には優しい。
- みどりちゃん（ジャージー牛、7歳）

好きな食べ物はお菓子とアイスクリーム。性格は明るく優しいけど怒るとちょっと怖い。とっても優しい女の子。まきばくんとみどりちゃんは双子ではない。恋人同士でもない。友達である。園内、ジャージーミルク館の店長。
- ラビちゃん（はいいろのウサギ、7歳）

好きな食べ物はニンジンとソフトクリーム。元気でおしゃまな女の子。まきばくんたちのお友達。
- ゴン太くん（茶色のリス、7歳）

食いしん坊な男の子。おっとりしている。まきばくんたちのお友達。園内牧場、ふれあい広場の園長。

### マスコットキャラクター開発の経緯
1981年（昭和56年）の「ミルクプラント」オープンに際し、マスコットキャラクターが欲しいという声があり誕生した。名前は社内公募で決定した。上記の主要4キャラクター以外にもイヌとウマのキャラクターが絵として存在しているが、実体（着ぐるみ）としては存在していない。

### 現在の活動
- まきばくんとみどりちゃんが園内に登場するのは、土日祝やゴールデンウィーク・夏休みなどが多く、ラビちゃんとゴン太くんも登場することもある。キャラクターグリーティングの際は写真撮影や握手などが出来る。

### 過去の活動
- まきばくんとみどりちゃんはパラパラやサンバを踊ることが出来たり、コスプレイベントの時に自作の衣装で登場したこともある。
- 以前はりんどう湖ファミリー牧場が提供を行っていたフジテレビ系列番組「ひらけ！ポンキッキ」枠のテレビCMにもまきばくんやみどりちゃんが登場していた。
- Twitterを始める前にはブログも投稿していた。
- 2006年にはテレビ東京のTVチャンピオンのゆるキャラ日本一決定戦に参加するが1回戦で敗退した。
- ラビちゃんとゴン太くんの着ぐるみはそれぞれ2009年に造形をリニューアルし更新された。

## 交通アクセス
位置情報
- 北緯37度02分46.7秒　東経140度02分53.1秒

自動車利用
- 東北自動車道・那須インターチェンジから約10分
- 東北自動車道・那須高原サービスエリア（那須スマートインターチェンジ）から約10分
- 東北自動車道・白河インターチェンジから約20分

鉄道利用
- JR宇都宮線 黒磯駅からタクシーで約20分
- JR東北新幹線 那須塩原駅からタクシーで約40分

バス利用
- 予約制シャトルバス（土日祝日に※JR那須塩原駅西口を午前発と那須高原りんどう湖ファミリー牧場を午後発が1便ずつ設定、前日16時までに要電話予約)
- 那須高原観光周遊バスの停留所あり

## 主な撮影
- 忍者戦隊カクレンジャー（テレビ朝日系列番組） - 1994年放送
- 超力戦隊オーレンジャー（テレビ朝日系列番組） - 1995年放送
- 激走戦隊カーレンジャー（テレビ朝日系列番組） - 1996年放送
- 電磁戦隊メガレンジャー（テレビ朝日系列番組） - 1997年放送
- 空から日本を見てみよう（テレビ東京系列番組） - 2010年11月18日放送
- 満点青空レストラン（日本テレビ） - 2016年3月12日放送
- 空から日本を見てみよう＋（BSテレビ東京） - 2017年3月7日放送
- ヨジデス（福島放送） - 2018年4月27日、2018年8月4日放送
- サタふく（福島テレビ） - 2018年4月28日放送
- news every.（日本テレビ） - 2018年4月30日放送
- FNNプライムニュースα（フジテレビ） - 2018年7月16日
- よじごじDays（テレビ東京） - 2018年7月20日放送
- ブラタモリ（NHK） - 2018年9月1日放送、2018年9月11日再放送
- 林先生が驚く初耳学!（毎日放送） - 2018年9月16日放送
- PON!（日本テレビ） - 2018年9月17日放送
- 首都圏ネットワーク（NHK） - 2018年10月2日放送
- グッド!モーニング（テレビ朝日）依田司のお天気中継 - 2018年10月16日放送
- スッキリ（日本テレビ） - 2018年12月27日放送
- マツコの知らない世界（TBS） - 2019年2月5日放送
- フルーツ宅配便（テレビ東京）ドラマ24 - 2019年2月8日放送
- この差って何ですか?（TBSテレビ）-2019年3月19日放送
- 開運!なんでも鑑定団（テレビ東京）‐2019年4月30日放送
- 人生最高レストラン（TBSテレビ）‐2019年5月4日放送
- よじごじDays（テレビ東京）‐2019年5月8日、自家製ジャージー乳製品が放送された。
- 大家族石田さんチ2019SP（日本テレビ）‐2019年5月16日放送
- プレミアムジャーニー（テレビ東京） -2019年11月24日放送
- ヨジデス（福島放送） -2019年12月11日放送
- ものスタ（テレビ東京） -2019年12月14日放送
- news every.（日本テレビ） -2019年12月16日放送
- 超かわいい映像連発!どうぶつピース!!（テレビ東京） -2020年1月16日放送
- 満天青空レストラン（日本テレビ）-2020年5月2日放送
- サタデーステーション（テレビ朝日）-2020年7月25日放送

## その他
- 石原和幸ガーデン

石原和幸が手掛ける庭園が2018年に完成。園内には全4か所に苔や流木を使った独自の世界観の庭園が設置されていた。（※2020年現在は設置されていない）
- - メインガーデン（みどりのアルパカやひつじがいる ファンタジーあふれるガーデン）
  - スポットガーデン（シャクナゲがたくさん植わった花を楽しむガーデン。季節のイベントに応じてさまざまな装飾が施される。）
  - アプローチガーデン（石原が好きな樹木が入った季節の花と樹木があるガーデン）
  - エントランスガーデン（ヤギやジャージー牛のモニュメントがある季節の花に囲まれたガーデン。）
- りんどう湖ギャラリー  19世紀前半のヨーロッパ、特にフランスで活躍したJ.F.ミレー（1814年～1875年）、J.B.C.コロー（1796年～1875年）、J.デュプレ（1851年～1910年）、G.クールベ（1819年～1877年）などの作品を主に展示しているスペース。（りんどう湖レイクビューの入園料のみ必要、ギャラリーは無料）2019年4月30日放送分の「開運！なんでも鑑定団（テレビ東京）」で鑑定され、絵画はすべて本物であると証明された。絵画15点の総額は4億3000万円という鑑定額が出た[10]。（※現在ギャラリーには絵画を展示していません。）

過去のギャラリー展示作品
- - 絵画 「湖畔の牧場の牛」 アルベール・リュガルドン作
  - 絵画 「馬小屋にて」 シャルル・エミール・ジャック作
  - 絵画 「風車のそばの牛の群」 コンスタン・トロワイヨン作
  - 絵画 「水浴」 アドルフ・モンティセリ作
  - 絵画 「農婦と牛」 コンスタン・トロワイヨン作
  - 絵画 「赤富士」 小松均作
  - 絵画 「裸婦像」 藤田嗣治作
  - 絵画 「牧場で編み物をする女」 ジャン・フランソワ・ミレー作
  - 絵画 「リュウバイイの農場」 ジャン・フランソワ・ミレー作
  - 絵画 「ノルマンディの農家の中庭」 ジャン＝バティスト・カミーユ・コロー作
  - 絵画 「ション城」 ギュスターヴ・クールベ作
  - 絵画 「海辺の牧草地」 ギュスターヴ・クールベ作
  - 絵画 「乳しぼりの乙女と牛」 ジュリアン・デュプレ作
  - 絵画 「森の中の少女」 レオン・リッシェ作
  - 絵画 「川で水を飲む牛」 レオン＝ヴィクトーレ・デュプレ作
  - 絵画 「牛をつれた二人の農婦」 ジュリアン・デュプレ作
  - 絵画 「りんご園」 三栖右嗣作
  - 夫婦湯呑 加守田章二作
  - 柿釉抜絵花瓶 濱田庄司作
  - 柿釉面取抜絵花瓶 濱田庄司作

過去のイベントなど
- 2002年から定期的に「コスプレGIG（ギグ）inりんどう湖ファミリー牧場」の名称でコスプレイベントを開催していた。
- 園内の時計台下にある飲食設備や、売店ではりんどう湖ファミリー牧場謹製の新鮮なミルクや乳製品、食事が楽しめる。
- 園内の特設ステージでは定期的に、戦隊ヒーローのショーやアニメキャラクターのショーが行われている。
- 毎年「思い出写真コンテスト」を行っている。

### Prism Bell（プリズム ベル）
- Prism Bell（プリズム ベル）プリズムベルは、2015年7月にデビューしたりんどう湖レイクビュー公認アイドルである。「歌って踊って働くアイドル」がコンセプトで2019年7月まで活動し、主に土日祝日にりんどう湖レイクビューにてライブを実施していた。初期メンバーは4人「紅子・ゆきな・さとえ・みはる」、2016年に「ことね」が加入、翌年「ことね」卒業後、研究生の中から「こゆき」が新メンバーとして加入。2018年「みはる」「こゆき」が卒業、2019年「紅子・ゆきな・さとえ」も卒業し、同年7月16日に活動終幕を宣言し活動を停止中。[11]
- 2018年6月25日に東京・代官山NOMADにて「出張♪りんどう湖ライブ」を開催した。
- 現在までのリリース曲は「Prism　Bell」、「ここどこ　そこどこ　りんどう湖」、「トライデントイルミネーション～ぼっちの夜に～」、「START!!」、「お願い、神様」、「鳴らせ!プリズムベル」、「ココナス!!」の全7曲である。

## その他
1998年、聖飢魔IIの「日本全国ふるさと総・世紀末計画」にて、「那須りんどう湖ファミリー牧場」時代に栃木県代表として当施設が選ばれ（各都道府県から1社もしくは1施設のみというルールだった）、同年、聖飢魔ⅡがノーギャラでCMキャラクターを務めたことがある。